# 约瑟夫·赫沃皮茨基

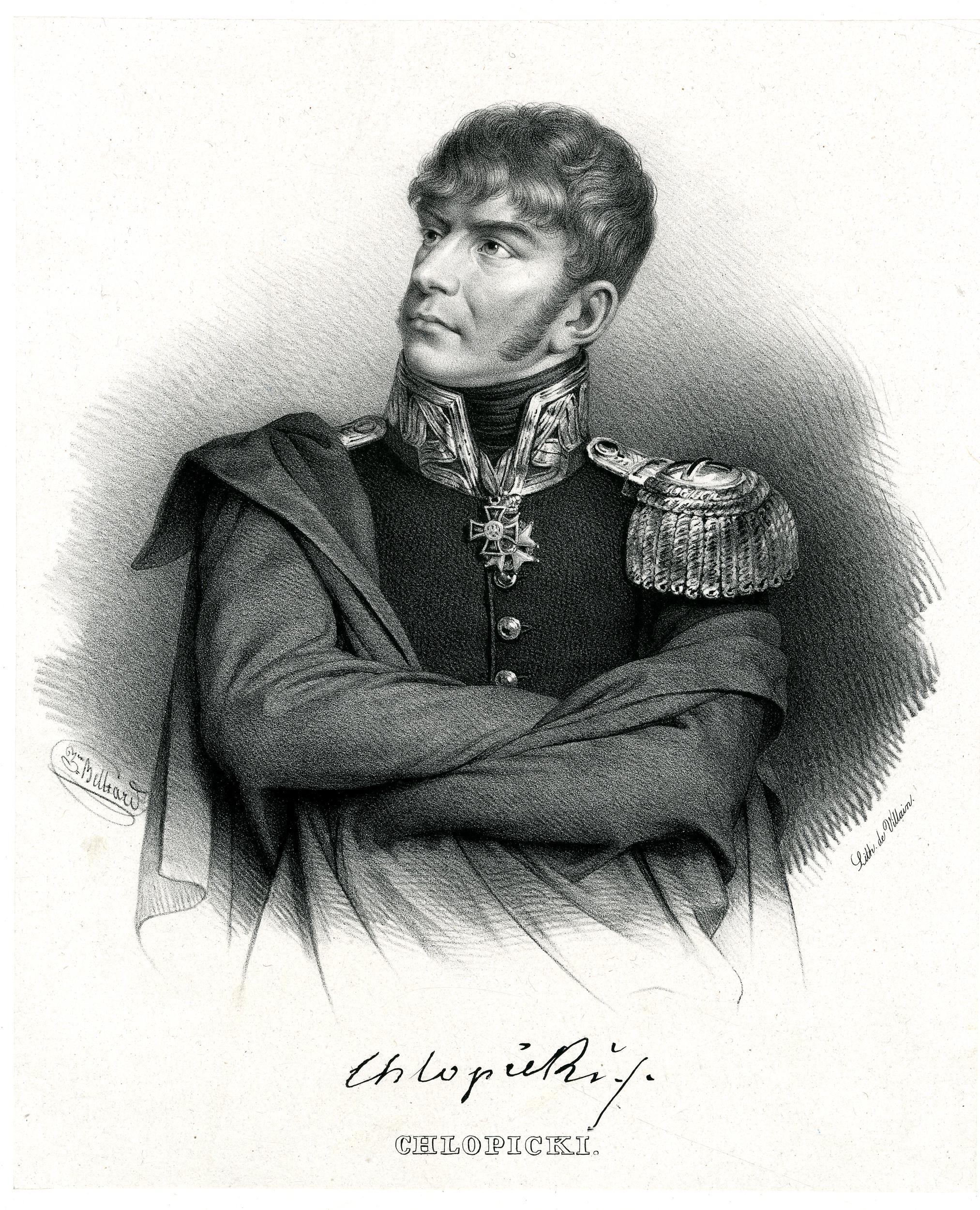
约瑟夫·赫沃皮茨基

约瑟夫·赫沃皮茨基（波蘭語：Józef Chłopicki，波蘭語發音：[ˈjuzɛf xwɔˈpit͡skʲi]；1771年3月14日生於沃里尼亞的卡普斯京村，1854年9月30日逝於克拉科夫）參與了柯斯丘什科起義、拿破崙戰爭以及十一月起義，是1820年波蘭議會王國的男爵，也是共濟會成員之一。
十一月起義於1830年11月29日深夜發生時，赫沃皮茨基在劇場內，他拒絕加入波蘭起義軍的行列。然而，他於1830年12月3日接受提議擔任總司令，兩天後卻又宣布獨裁。赫沃皮茨基不相信起義能成功，獲保守派支持的他破壞了攻擊活動並推延軍隊組織。他試圖與沙皇尼古拉一世談判，最終卻未能在沙皇要求波蘭軍隊無條件投降上產生有效影響。他於1831年1月17日宣布放棄獨裁政權，卻仍然擔任總參謀長與米豪・拉基維烏親王的非正式顧問。他於2月19日參與瓦爾戰爭，並於1831年2月22日被任命為第一線司令，領軍參與格羅赫沃之役，在該戰中波蘭軍隊阻擋了人數更多的俄羅斯軍隊，戰爭期間曾造成他的腿部嚴重受傷。